# Trampesti
En trampesti er en sti i naturen, der er opstået ved at folk jævnligt går det pågældende sted, og derved holder vegetationen nede. I Danmark findes omkring 1.200 kilometer ubefæstede vandrestier, under betegnelsen  Spor i Landskabet, fordelt på 300 stier. 
  Derudover findes mange lokale, som ikke er registreret i det landsdækkende system.